# Washington (Carolina do Norte)
Washington é uma cidade localizada no estado norte-americano de Carolina do Norte, no Condado de Beaufort.

## Demografia
Segundo o censo norte-americano de 2000, a sua população era de 9583 habitantes.
Em 2006, foi estimada uma população de 10.060, um aumento de 477 (5.0%).

## Geografia
De acordo com o United States Census Bureau tem uma área de
17,7 km², dos quais 16,8 km² cobertos por terra e 0,9 km² cobertos por água. Washington localiza-se a aproximadamente 6 m acima do nível do mar.

## Localidades na vizinhança
O diagrama seguinte representa as localidades num raio de 24 km ao redor de Washington.